# Choam Khsant
Choam Khsant es uno de los siete distritos que forman la provincia camboyana de Preah Wijía, con una población estimada en marzo de 2008 de 25 245 habitantes. Está dividido en las siguientes  comunas (khum), que se muestran asimismo con población estimada de 2008:
- Choam Khsant 5,424
- Kantuot 6,612
- Pring Thum 1,965
- Rumdaoh Srae 3,545
- Tuek Kraham 3,903
- Yeang 3,796[1]